# Clearbrook (Minnesota)
Clearbrook ist eine Kleinstadt (mit dem Status „City“) im Clearwater County im Nordwesten des US-amerikanischen Bundesstaates Minnesota. Das U.S. Census Bureau hat bei der Volkszählung 2020 eine Einwohnerzahl von 464 ermittelt.

## Geografie
Clearbrook liegt rund 30 km südwestlich des Red Lake auf 47°41′31″ nördlicher Breite und 95°25′52″ westlicher Länge. Der Ort erstreckt sich über 1,27 km².
Benachbarte Orte von Clearbrook sind Gonvick (8,3 km nordwestlich), Leonard (15,2 km ostsüdöstlich) und Bagley (19,6 km südlich).
Die nächstgelegenen größeren Städte sind Fargo in North Dakota (198 km südwestlich), Winnipeg in Kanada (316 km nordnordwestlich), Duluth am Oberen See (307 km ostsüdöstlich) und Minneapolis (407 km südöstlich).
Die Grenze zu Kanada befindet sich 167 km nördlich.

## Verkehr
Die Minnesota State Route 92 und die County Road 5 treffen im Zentrum von Clearbrook zusammen. Alle weiteren Straßen sind untergeordnete und teils unbefestigte Fahrwege sowie innerörtliche Verbindungsstraßen.
23 km südlich von Clearbrook befindet sich mit dem Bagley Municipal Airport ein kleiner Flugplatz. Die nächsten Großflughäfen sind der Hector International Airport in Fargo (200 km südwestlich), der Winnipeg James Armstrong Richardson International Airport (323 km nordnordwestlich) und der Minneapolis-Saint Paul International Airport (430 km südöstlich).

## Demografische Daten
Nach der Volkszählung im Jahr 2010 lebten in Clearbrook 518 Menschen in 250 Haushalten. Die Bevölkerungsdichte betrug 407,9 Einwohner pro Quadratkilometer. In den 250 Haushalten lebten statistisch je 1,92 Personen.
Ethnisch betrachtet setzte sich die Bevölkerung zusammen aus 94,6 Prozent Weißen sowie 3,9 Prozent amerikanischen Ureinwohnern; 1,5 Prozent stammten von zwei oder mehr Ethnien ab. Unabhängig von der ethnischen Zugehörigkeit waren 0,8 Prozent der Bevölkerung spanischer oder lateinamerikanischer Abstammung.
20,5 Prozent der Bevölkerung waren unter 18 Jahre alt, 46,1 Prozent waren zwischen 18 und 64 und 33,4 Prozent waren 65 Jahre oder älter. 56,8 Prozent der Bevölkerung war weiblich.

Das mittlere jährliche Einkommen eines Haushalts lag bei 32.917 USD. Das Pro-Kopf-Einkommen betrug 20.620 USD. 20,4 Prozent der Einwohner lebten unterhalb der Armutsgrenze.